# 一瀬智司
一瀬 智司（いちのせ ともじ、1922年5月31日 - 2010年4月6日）は、日本の行政学者。国際基督教大学・石巻専修大学名誉教授。公共企業論。

## 経歴
千葉県市川市出身。東京大学法学部卒。53年同大学院修了、67年「公共企業体の財務管理に関する理論的・実証的研究 予算の役割、とくに資本予算の特質と設備計画の問題を中心にして」で経済学博士を取得。1948年会計検査院勤務、1953年埼玉大学講師、55年助教授、1963年国際基督教大学教授。社会科学研究所長、社会科学科長、1988年名誉教授。石巻専修大学教授、名誉教授。

## 著書
- 『公共企業体財政論』同文館 1956
- 『公企業財務管理』春秋社 新会計学全書 1961
- 『現代公企業論 日本の公企業と地域開発行政』東洋経済新報社 1969
- 『日本の公経営 その理論と実証』ぎょうせい 1988
- 『現代公共企業論』東洋経済新報社 1989
- 『経済、文化摩擦を超える道 体験的昭和史を背景にして』春秋社 1990

### 共編著
- 『地域開発と経営計画』高宮晋共編 ダイヤモンド社 1966
- 『首都圏の水資源開発』蠟山政道共編 東京大学出版会 1968
- 『都市経営論』編著 ダイヤモンド社 1975
- 『公共企業論』大島国雄,肥後和夫共編 有斐閣双書　1977
- 『公社・公団・事業団』菊池祥一郎、寺戸恭平、直江重彦共著 教育社新書 産業界シリーズ 1978
- 『現代政治・行政への手引』橋本哲一共著 勁草書房 現代法選書 1984
- 『アジアと世界の地域研究ネットワーク その歴史的軌跡と現代』田中厚彦共著 青山社 2005
- 『アジアと世界に貢献する日本 その歴史的軌跡と現代』田中厚彦共著 青山社 2009

### 翻訳
- ジョェル・ディーン『経営者のための投資政策』一ノ瀬智司,岡本康雄,高柳暁訳 東洋経済新報社 1959
- M.E.デモック『行政・経営の哲学』監訳 勁草書房 1966

## 論文
- <一瀬智司